# Megalopsallus nicholi
Megalopsallus nicholi är en insektsart som först beskrevs av Knight 1968.  Megalopsallus nicholi ingår i släktet Megalopsallus och familjen ängsskinnbaggar. Inga underarter finns listade i Catalogue of Life.